# Chameleon (videogioco 1983)
Chameleon (カメレオン?, Kamereon) è un videogioco arcade di genere platform a schermata fissa, sviluppato da Jaleco e pubblicato nel 1983 solo in Giappone.

## Modalità di gioco
Chameleon si articola in due livelli ripetitivi nei quali il giocatore controlla un camaleonte che vuole mangiare le uova di gallina poste nei nidi su piattaforme e travi. Solitamente un livello viene superato mangiando tutte quelle uova, ma se una viene lasciata sola troppo a lungo, si schiuderà e nascerà un pulcino che dopo un po' diventa una gallina. Nel caso questo accada per completare del tutto il livello bisogna eliminare pulcini e galline.
Il camaleonte può usare la lingua per issarsi su travi o rami più alti, oltre che per mangiare le uova e ad attaccare le galline: la prima volta le stordisce, la seconda le uccide. In ogni livello sono presenti anche delle bombe che l'animale può rilasciarle colpendole con la lingua per mettere fuori gioco a distanza le galline; il giocatore dovrà essere cauto con esse, perché potrebbe venire coinvolto nell'esplosione e perdere una vita. La sessione è resa complicata dal fatto che sulla parte in alto a sinistra dello schermo è presente un grande avvoltoio che lancia di tanto in tanto palle da baseball. Il gioco finisce una volta che le vite a disposizione vengono esaurite.